# Płock
Płock (['pwɔʦk]; Duits: Plotzk of Plozk, 1939-1941 Plock, 1941-1945 Schröttersburg) is een stad in het Poolse woiwodschap Mazovië, in het midden van het land. Het is een stadsdistrict. De oppervlakte bedraagt 88,06 km² en telt 127.841 inwoners (2005). Het ligt op zo'n 100 kilometer ten westnoordwesten van Warschau aan de rivier de Wisła.
Dinska Bronska uit het gelijknamige gedicht van Karel van den Oever is afkomstig uit Płock, verouderd geschreven als Plocka.

## Economie
In Płock is een fabriek van de landbouwmachinefabrikant CNH. In deze fabriek, waar vroeger maaidorsers van het merk Bizon werden gemaakt, produceert men nu bepaalde modellen van New Holland. Verder staat het hoofdkantoor van PKN Orlen in de plaats, dit is de grootse Poolse oliemaatschappij en de grootste raffinaderij van PKN Orlen ligt ook in Płock. De raffinaderij is sinds 1964 in gebruik en heeft een capaciteit van 16,3 miljoen ton olie per jaar.
Voor het verkeer met de trein is er station Płock.

## Monumenten
- Kathedrale basiliek Maria-Tenhemelopneming

## Sport
Wisła Płock is de professionele voetbalclub en speelt vaak op het hoogste niveau, de Ekstraklasa. De club speelt haar wedstrijden in het Stadion im. Kazimierza Górskiego.

## Geboren
- Tadeusz Mazowiecki (1927-2013), schrijver en politicus
- Marek Rzepka (1964), voetballer
- Szymon Marciniak (1981), voetbalscheidsrechter
- Jan Faberski (2006), voetballer

## Fotogalerij

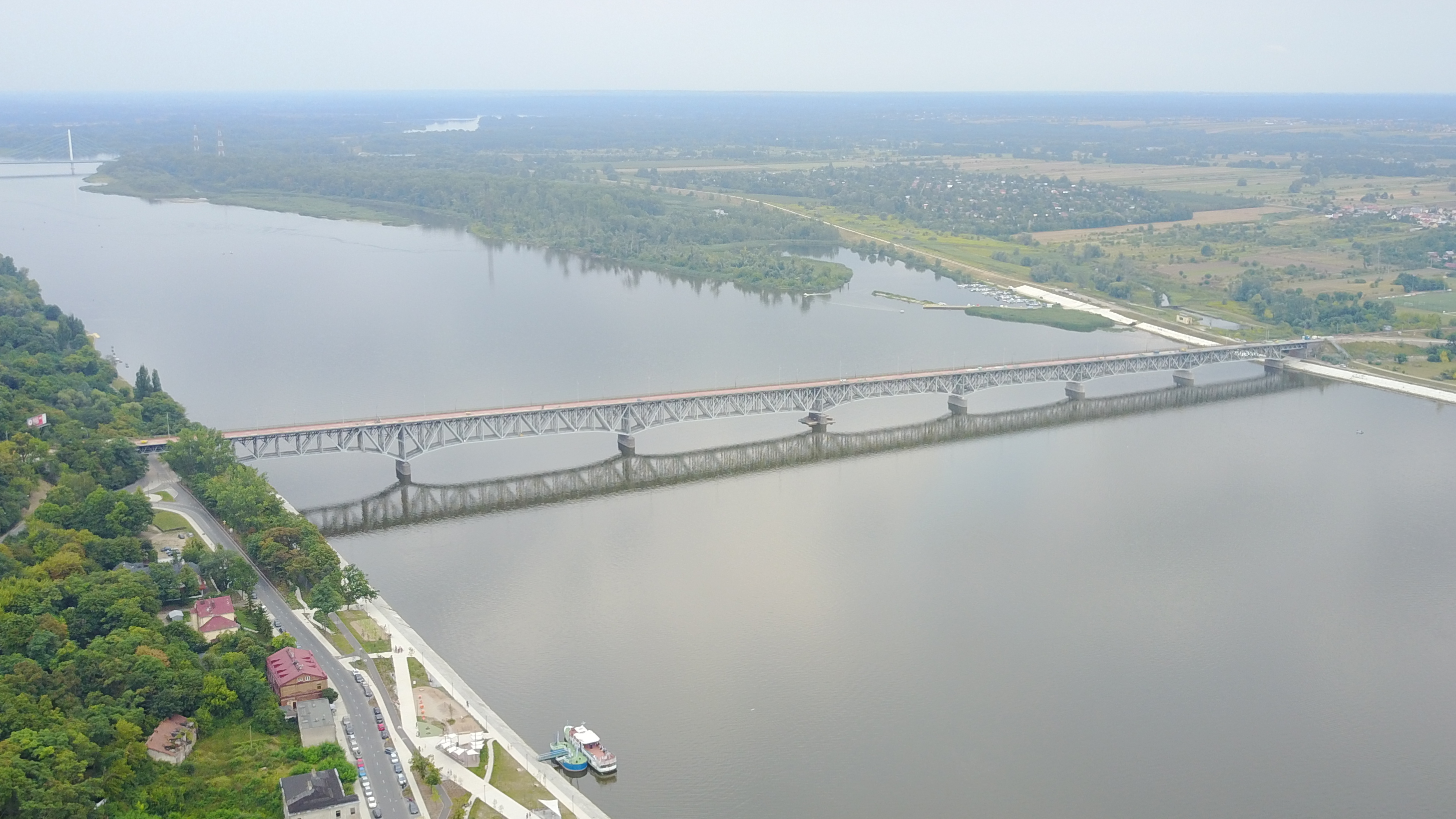
Brug over de Wisła bij Płock
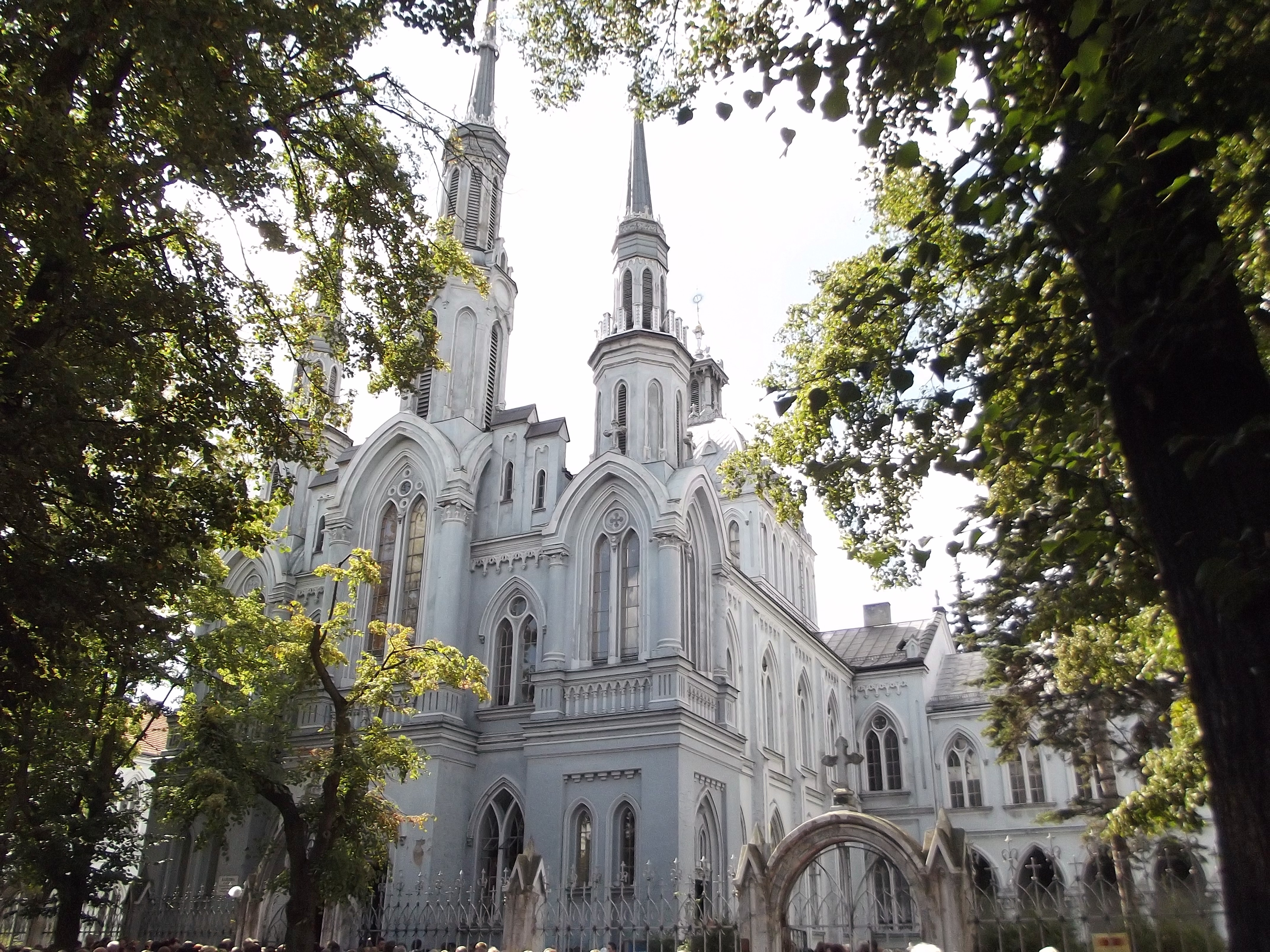
Tempel van genadigheid en liefde
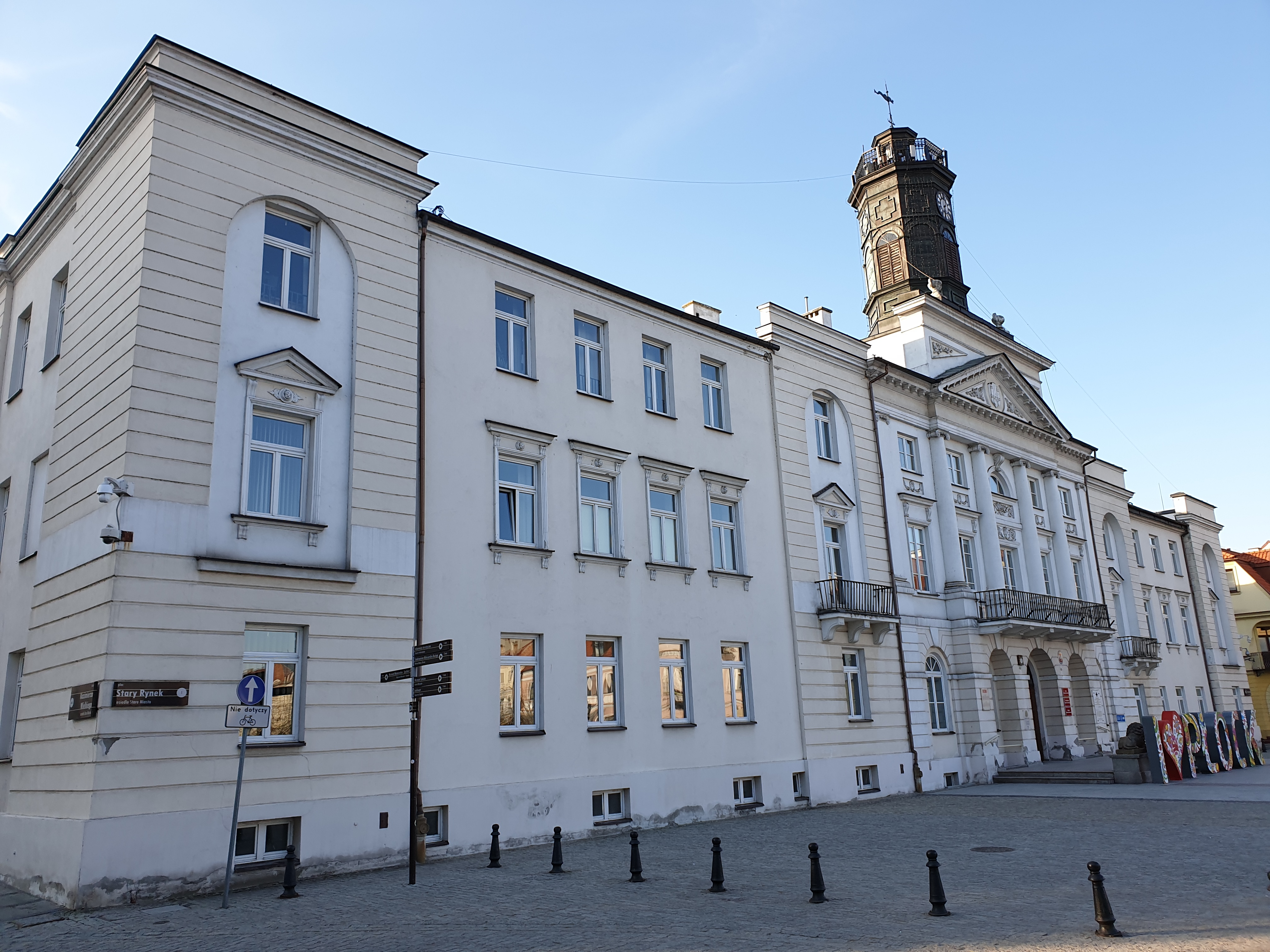
Stadhuis
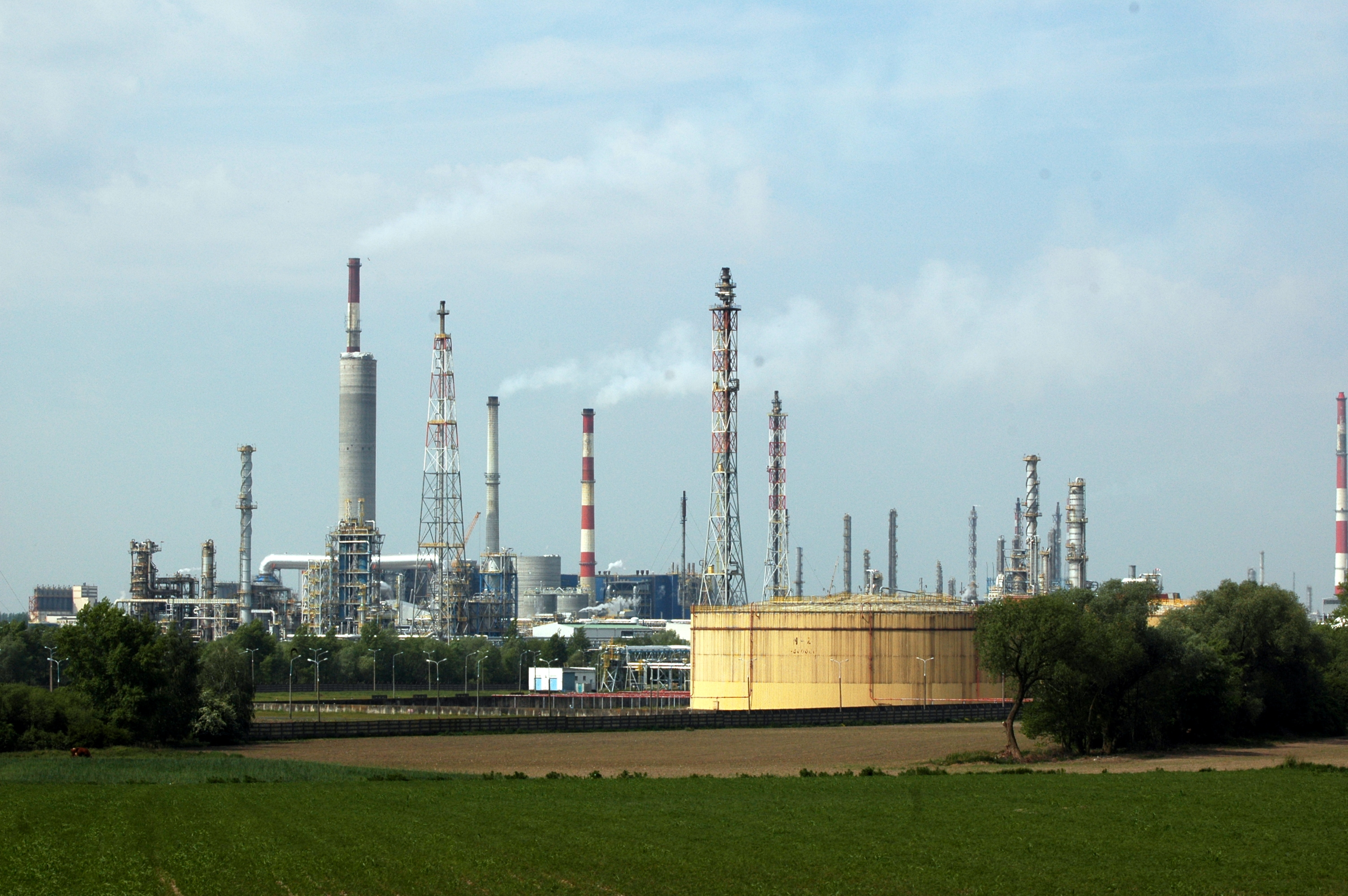
Raffinaderij PKN Orlen

Stadsdistricten:
Ostrołęka · Płock · Radom · Siedlce · Warschau (Warszawa)

Districten:
Białobrzegi · Ciechanów · Garwolin · Gostynin · Grodzisk Mazowiecki · Grójec · Kozienice · Legionowo · Lipsko · Łosice · Maków Mazowiecki · Mińsk Mazowiecki · Mława · Nowy Dwór Mazowiecki · Ostrołęka · Ostrów Mazowiecka · Otwock · Piaseczno · Płock · Płońsk · Pruszków · Przasnysz · Przysucha · Pułtusk · Radom · Siedlce · Sierpc · Sochaczew · Sokołów Podlaski · Szydłowiec · Warschau-West · Węgrów · Wołomin · Wyszków · Zwoleń · Żuromin · Żyrardów